# رومان أوزدينوف
رومان أوزدينوف (بالإنجليزية: Roman Uzdenov)‏ (مواليد 10 مارس 1979) لاعب كرة قدم كازاخستاني دولي يجيد اللعب في خط الهجوم . يلعب حاليا لصالح نادي دروزبا مايكوب الروسي منذ 2010 .

## روابط خارجية
- رومان أوزدينوف على موقع قاعدة بيانات كرة القدم.إي يو (الإنجليزية)
- رومان أوزدينوف على موقع ناشيونال فوتبول تيمز (الإنجليزية)
- رومان أوزدينوف على موقع Soccerway.com (الإنجليزية)
- رومان أوزدينوف على موقع عالم كرة القدم.نت (الإنجليزية)